# Montegiordano
Montegiordano är en ort och kommun i provinsen Cosenza i regionen Kalabrien i Italien. Kommunen hade 1 768 invånare (2018).